# Francesc Lluís de Borbó-Conti (IV príncep de Conti)
Francesc Lluís de Borbó-Conti, IV príncep de Conti (París 1664 - 1709). IV príncep de Conti i príncep de sang de França.
Nascut a París el dia 30 d'abril de 1664 essent fill del príncep Lluís Armand de Borbó-Conti i de l'aristòcrata francoitaliana Anna Maria Martinozzi. Francesc Lluís era net per via paterna del príncep Enric II de Borbó-Condé i de l'aristòcrata francesa Carlota Margarida de Montmorency; i per via materna del comte Geronimo Martinozzi (1610-1680) i de Laura Margarida Mazzarino (1608-1675), germana del cardenal Jules Mazarin.
Francesc Lluís era considerat un ser intel·ligent i en conseqüència rebé una educació excel·lent. A la cort era reconegut tant per la independència de pensament com per la popularitat de les seves maneres i gràcies a aquestes consideracions rebé ràpidament el favor del rei Lluís XIV de França.
Així, l'any 1683 fou enviat a Hongria pel rei francès per tal que ajudés militarment als austríacs en la seva lluita contra els turcs. Ara bé, durant la seva estada hongaresa afirmà, en múltiple correspondència, que Lluís XIV no era res més que un rei de teatre. a causa d'aquest fet i pel seu suport als otomans quan retornà a París fou exiliat a Chantilly.
L'any 1688 contragué núpcies amb la princesa Maria Teresa de Borbó-Condé, filla del príncep Enric Juli de Borbó-Condé i de la comtessa Anna Enriqueta del Palatinat-Simmern. La parella tingué un fill:
- SAR el príncep Lluís Armand de Borbó-Conti, nat a París el 1696 i mort el 1727. Es casà amb la princesa Lluïsa Elisabet de Borbó-Condé (1693-1775).

Serví a l'exèrcit francès malgrat que mai arribà al càrrec de lloctinent general. L'any 1689 participà al costat del mariscal Luxembourg a la campanya holandesa de la Guerra dels Set Anys. Una campanya militar reeixida que es feu evident amb les victòries a la batalla de Fleurus, a la batalla de Steinkeerke i a la batalla de Neerwinden, totes el 1690.
A la mort del seu cosí, el duc de Longueville, el príncep de Conti reclamà el Principat de Neuchatel contra els interessos de la duquessa de Nemours. Malgrat els seus drets, la incapacitat de trobar un exèrcit que el fes costat i el no suport dels suïssos feren fracassar la iniciativa 
L'any 1697, Lluís XIV li oferí el tron polonès assegurant-li una elecció tranquil·la i segura. El dia 27 de juny de 1697 fou proclamant formalment rei de Polònia pel primat de l'Església Michał Radziejowski. Amb la partida de Conti, el rei Lluís XIV pretenia assegurar-se un nou aliat però també allunyar de la Cort a Conti que mantenia una relació amorosa amb la duquessa d'Orleans, la princesa Francesca Maria de Borbó.
Amb l'arribada al port de Gdańsk, Conti s'adonà de les hostilitats que tenia entre els polonesos i que l'elector Frederic August I de Saxònia ja havia ocupat el tron polonès. Aviat retornà a París.
Els esdeveniments de la Guerra de Successió espanyola i els desastres militars dels primers anys dels exèrcits francesos feren que Conti ocupés de nou una plaça a l'exèrcit.
El dia 9 de febrer de 1709 morí a causa de la gota i la sífilis. Fou enterrat a la seva propietat d'Isle d'Adam a les proximitats de París. Fou succeït pel seu fill, el príncep Lluís Armand de Borbó-Conti.